# 玻利维亚索尔
索尔是玻利维亚在1827年至1864年间的货币，仅发行有硬币。无分数辅币单位，倍数单位斯库多等于16索尔。

## 历史
1827年，玻利维亚开始发行1⁄2、1、2、4和8索尔银币。1831年，开始发行1和8斯库多金币。1834年，开始发行1⁄2、2和4斯库多金币。1852年及1853年曾发行1⁄4索尔银币。1986年被西班牙殖民地雷亚尔以每雷亚尔兑换8索尔的比率取代。